# Tom Turpin
Pour les articles homonymes, voir Turpin.
Thomas Million Turpin (18 novembre 1871 - 13 août 1922) était un pianiste et compositeur de ragtime. Il est l'un des précurseurs du genre, publiant son "Harlem Rag" en 1897. Son œuvre comporte au total huit pièces. Né le 18 novembre 1871 à Savannah (Géorgie), il décéda le 13 août 1922 à Saint-Louis, à l'âge de 50 ans.

## Biographie
Tom Turpin naît à Savannah (Géorgie) le 18 novembre 1871, fils de John L. Turpin et Lulu Waters Turpin. Aux environs de 20 ans, il ouvre un saloon à Saint Louis (Missouri) qui devient un point de rendez-vous pour les pianistes du coin et de ce fait un endroit d'incubation du ragtime naissant. Turpin lui-même a à son crédit le premier rag publié par un métis afro-américain, son « Harlem rag » de 1897. Les autres rags qu'il a publié sont "Bowery buck", "Pan-Am Rag", "Ragtime Nightmare", "St. Louis Rag" et "The Buffalo Rag".
Turpin était un homme imposant: 1,83 m pour 136 kg. Son piano devait être surélevé afin qu'il puisse jouer debout : assis, son estomac aurait gêné. Outre la gérance de son saloon et la composition de ragtime, il contrôle (avec son frère Charles) un théâtre, des salles de jeux, des salles de danse et des salles de sport. Il a été deputy constable et était l'un des premiers Afro-américains ayant une influence politique à Saint Louis. Son influence sur la musique locale lui ont valu le titre de « père du Ragtime de St Louis ». Il mourut le 13 août 1922 à Saint-Louis, à l'âge de 50 ans.

## Liste des compositions
1897
- Harlem Rag - Two StepThe Buffalo Rag The St-Louis Rag

1899

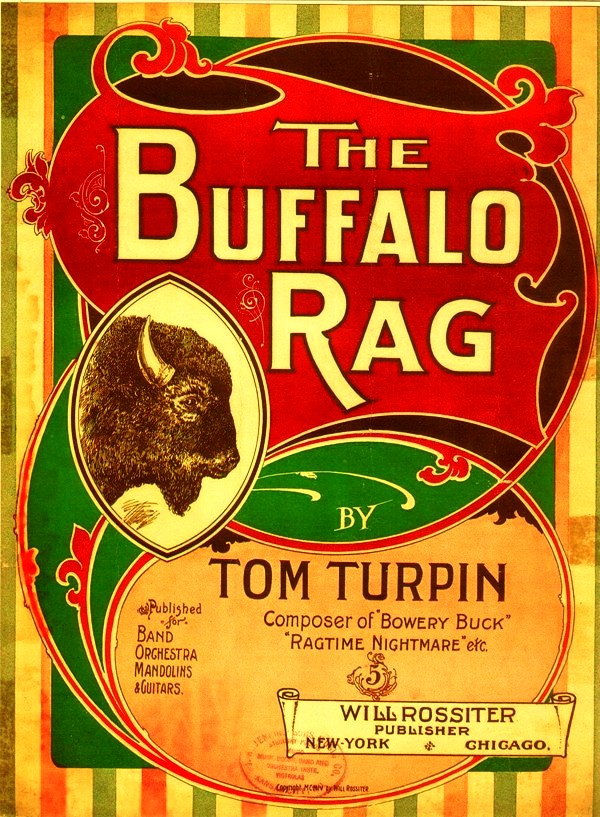
The Buffalo Rag

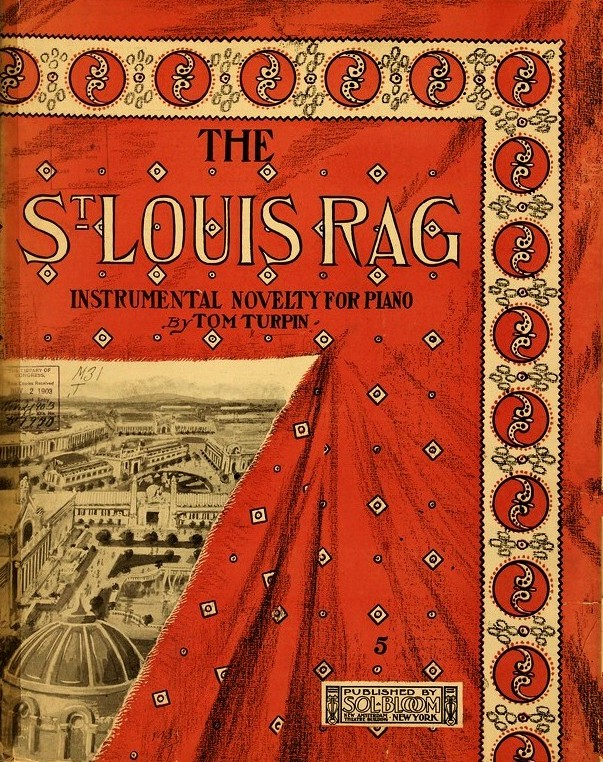
The St-Louis Rag

- Harlem Rag (arrangé par William Tyers)
- Bowery Buck - Ragtime Two Step

1900
- Ragtime Nightmare

1903
- The St-Louis Rag

1904
- The Buffalo Rag

1909
- Siwash - Indian intermezzo (Non Publié)

1914
- Pan-Am Rag

1917
- When Sambo Goes to France